# Chantage mortel
Pour plus de détails, voir Fiche technique et Distribution.
Chantage mortel (Water's Edge) est un téléfilm américain réalisé par Harvey Kahn en 2003.

## Résumé
Robert, écrivain passionné, et sa femme Molly, en quête de tranquillité, quittent la ville pour s'installer à Reedsville, un petit village de campagne. Les deux parents, endeuillés par la mort de leur fille, pensent avoir trouvé la paix, jusqu'au jour où Robert surprend le shérif en pleine forêt, tentant d'assassiner une jeune femme. Robert est pris de panique et commet l'irréparable…

## Fiche technique
- Réalisateur : Harvey Kahn
- Année de production : 2003
- Durée : 101 minutes
- Format : 1,78:1, couleur
- Son : stéréo
- Dates de premières diffusions :
  -  États-Unis : 27 janvier 2004 en DVD
  -  France : 14 octobre 2004 en DVD
- Interdit aux moins de 10 ans

## Distribution
- Nathan Fillion (VF : Constantin Pappas) : Robert Graves
- Chandra West (VF : Laurence Crouzet) : Molly Graves
- Emmanuelle Vaugier (VF : Catherine Desplaces) : Rae Butler
- Ralph Alderman (VF : Denis Boileau) : Byron Kester
- Daniel Baldwin (VF : Patrick Poivey) : Mayor Block
- Douglas O'Keeffe (de) (VF : Luc Bernard) : officier Campbell
- William MacDonald (VF : Jean-Luc Kayser) : T. Wallace
- Daryl Shuttleworth (en) (VF : Hervé Caradec) : shérif Dodd
- Andrew Moxham (VF : Fabien Hautun) : Robbie Butler
- Mark Baur (VF : Jacques Bouanich) : Joe Riley
- Donna White (VF : Danièle Hazan) : Ruth Kester
- Brittany Seabrook : Ashley Graves